# 5267 Zegmott
5267 Zegmott este un asteroid din centura principală de asteroizi.

## Descriere
5267 Zegmott este un asteroid din centura principală de asteroizi. A fost descoperit pe 13 februarie 1966 la Observatorul Zijinshan din Nanking. Asteroidul prezintă o orbită caracterizată de o semiaxă mare de 2,37 ua, o excentricitate de 0,09 și o înclinație de 9,0° în raport cu ecliptica.